# Nikon D80
Nikon D80 je digitalni zrcalnorefleksni fotoaparat japonskega podjetja Nikon.  Nikon je model D80 napovedal za 9. avgust 2006.  Kamera je bila dobavljiva na drobno v prvem tednu septembra v ZDA. D80 naj bi sodil v polprofesionalni razred, model pa naj bi se uvrščal med modela D50 in D200. Sodil naj bi v isti cenovni razred kot Nikon D70. D80 je izdelan v Ayuthayi na Tajskem. V avgustu 2008 ga je nadomestil Nikon D90.

## Vsebuje
- 10,2 Megapikslov CCD senzor
- Sedem različnih programov slikanja (Auto, Portret, Narava, Makro, Šport, Narava ponoči in Nočni portret)
- Uporabnik lahko izbira med različnimi kvalitetami slik (Normal, Softer, Vivid, More vivid, Portrait, Custom and Black-and-white)
- Fotoaparat vsebuje program za retuširanje z D-Lighting, Korekcija rdečih oči, Rezanje, Postavitev, Enobarvno in Efekti filtrov
- USB 2.0 Hi-speed vmesnik
- Pentaprizemski iskalnik, (0,94x povečava proti 0,8x pri D40x). Enak kot v D200.
- 2,5 inčni LCD monitor s 230.000 točk (enako kot D40, D40x ter D200).

Nikon D80 ima tudi nekatere lastnosti D200, kot je 10,2 MP senzor, čeprav je počasnejši od D200. D80 je za modelom D50 drugi Nikonov DSLR, ki uporablja SD card namesto CompactFlash kartice, ki jo uporabljajo modeli D70, D70s in D200 ter nekateri drugi. Podprt je tudi višji standard in kapaciteta shranjevanja SDHC.

### Dodatki
- Brezžični ML-L3 (IR) daljinski prožilec in MC-DC1 kartica
- Baterijsko držalo MB-D80.

- D80 s 50mm f/1.4
- D80 telo
- D80 ohišje od zgoraj
- D80 z objektivom 70-300mm
- D80 z objektivom 70-300mm od zgoraj